# Розка, Александр Антонович
Александр Антонович Розка (25 августа 1915 — 31 января 1970) — советский офицер-артиллерист, участник Польского похода РККА, советско-финской и Великой Отечественной войн, Герой Советского Союза (1940). Подполковник.
Особо отличился в феврале-марте 1940 года в ходе советско-финской войны в боях на сортавальском направлении. 9 марта 1940 года во главе группы бойцов одним из первых занял высоту «Чёрная» (ныне Суоярвский район Карелии), зачистив десять блиндажей и захватив два станковых и пять ручных пулемётов, сорок винтовок противника и много другого военного имущества

## Биография
Родился 25 августа 1915 года в селе Боденьки Киевской губернии (ныне Вышгородского района Киевской области Украины) в крестьянской семье. Украинец. Окончил 3 курса рыбоводного техникума. Работал батраком.
В Красной Армии с 1937 года. В 1939 году окончил Харьковское артиллерийское училище.
Участник польского похода советских войск в 1939 году и советско-финской войны 1939—1940 годов в составе 230-го отдельного дивизиона противотанковых орудий 164-й стрелковой дивизии.
В ходе советско-финской войны с 4 декабря 1939 года по 10 марта 1940 года на территории современного Суоярвского района Карелии развернулись тяжёлые бои: советские 56-я и 75-я стрелковые дивизии начали наступление на станцию Лоймола с целью выхода в тыл Питкярантской группировке финских войск и развития наступления на Сортавала. Им противостояли финские части 4-го армейского корпуса и группы Рясянена.
Командир огневого взвода 230-го отдельного дивизиона противотанковых орудий комсомолец лейтенант Александр Розка особо отличился на сортавальском направлении в феврале-марте 1940 года.
В боях 13-17 февраля 1940 года его взвод обеспечивал наступление стрелковой роты, которой удалось продвинуться на 2 км через сильно укреплённые оборонительные позиции финской армии. Установив своё орудие на переднем краю, под сильным огнём противника подавил и уничтожил несколько огневых точек и наблюдательных пунктов. 17 февраля в составе разведгруппы из трёх бойцов скрытно подполз к блиндажам противника и уничтожил его секрет. Вернувшись без потерь с трофейным автоматом Суоми, точной наводкой уничтожил из орудия два блиндажа противника. 20 февраля позиции батареи были атакованы группой финских солдат, однако их атака была отбита с большими для них потерями, благодаря действиям лейтенанта А. А. Розки.
В районе 30-го километра шоссе Суоярви-Лоймола находился мощный опорный пункт финской обороны — высота «Чёрная» (гора Колла) 9 марта 1940 года во главе группы бойцов одним из первых занял высоту «Чёрная», зачистив десять блиндажей и захватив два станковых и пять ручных пулемётов, сорок винтовок противника и много другого военного имущества.
После боя огневой взвод А. А. Розки занял на смотре батареи первое место.
Указом Президиума Верховного Совета СССР от 19 мая 1940 года «за образцовое выполнение боевых заданий командования на фронте борьбы с финской белогвардейщиной и проявленные при этом отвагу и геройство» лейтенанту Розке Александру Антоновичу присвоено звание Героя Советского Союза с вручением ордена Ленина и медали «Золотая Звезда» № 186. За мужество и отвагу, проявленные при штурме высоты «Чёрная», звание Героя Советского Союза также было присвоено майору В. П. Парфёнову (посмертно) и красноармейцу В. И. Иванову.
Бои в этом районе продолжались вплоть до окончания советско-финской войны. По мирному договору, заключённому 12 марта 1940 года, территория современного Суоярвского района отошла к СССР.
На фронте в Великую Отечественную войну с июня 1941 года. С 1942 года член ВКП(б)/КПСС. В 1944 году окончил Военно-академические курсы высшего комсостава РККА, после чего служил в 22-м укрепрпйоне.
С 1955 года подполковник А. А. Розка — в запасе. Жил и работал в городе Каменец-Подольский Хмельницкой области.
Умер 31 января 1970 года. Похоронен на старом русском кладбище в городе Каменец-Подольский.

## Награды и звания
Советские государственные награды и звания:
- Герой Советского Союза (19 мая 1940, медаль «Золотая Звезда» № 186)[2];
- орден Ленина (19 мая 1940);
- орден Красного Знамени;
- орден Красной Звезды;
- медали.